# Winthrop (Massachusetts)
Winthrop ist eine US-amerikanische Stadt im Suffolk County des Bundesstaats Massachusetts und Teil der Metropolregion Greater Boston.
Das U.S. Census Bureau hat bei der Volkszählung 2020 eine Einwohnerzahl von 19.316 ermittelt.

## Geographie
Winthrop ist eine am Meer gelegene Vorstadtgemeinde im Großraum Boston am nördlichen Eingang des Bostoner Hafens, in der Nähe des Logan International Airport. Sie liegt auf einer Halbinsel mit einer Fläche von 1,6 Quadratmeilen (4,2 Quadratkilometer), die durch eine schmale Landenge mit Revere und durch eine Brücke über die Hafeneinfahrt zum Belle Isle Marsh Reservat mit East Boston verbunden ist.

## Geschichte
Winthrop wurde 1630 von englischen puritanischen Kolonisten als Pullen Poynt (Pulling Point) besiedelt, so benannt, weil die Gezeiten den Bootsführern das Ziehen schwer machten. Die heutige Stadt ist nach John Winthrop (1587–1649), dem zweiten Gouverneur der Massachusetts Bay Colony und einem englischen Puritaner, benannt. Am 8. April 1630 verließ Winthrop die Isle of Wight in England mit dem Schiff Arbella und kam im Juni in Salem an, wo er von John Endecott, dem ersten Gouverneur der Kolonie, empfangen wurde. John Winthrop diente als Gouverneur für zwölf der ersten zwanzig Jahre des Bestehens der Kolonie. Er war es, der beschloss, die Kolonie auf der Shawmut-Halbinsel anzusiedeln, wo er und andere Kolonisten das gründeten, was heute die Stadt Boston ist.
Pullen Poynt wurde 1632 von der Stadt Boston annektiert und diente als Weidefläche. Im Jahr 1637 wurde es in fünfzehn Parzellen aufgeteilt, die von Gouverneur Winthrop an prominente Männer in Boston vergeben wurden, mit der Auflage, dass jeder innerhalb von zwei Jahren ein Gebäude auf seinem Land errichten musste. Nur wenige, wenn überhaupt, dieser Männer lebten jemals auf diesen Parzellen, aber ihre Farmen florierten. Eines dieser frühen Häuser, das Deane Winthrop House, war das Zuhause von Gouverneur Winthrops jüngstem Sohn, Deane Winthrop, der dort bis zu seinem Tod im Jahr 1704 lebte. Dieses Haus steht noch immer und ist auch das älteste kontinuierlich bewohnte Haus in den Vereinigten Staaten.
Im Jahr 1739 trennten sich das heutige Chelsea, Revere und Winthrop aufgrund von Streitigkeiten über Verwaltungsfragen und wurden zur Town of Chelsea. Wiederum führte der Wunsch nach mehr lokaler Kontrolle dazu, dass sich Revere und Winthrop 1846 von Chelsea abspalteten und zu North Chelsea wurden. Bald darauf, im Jahr 1852, wurde Winthrop als eigenständige Stadt gegründet.

## Demografie
Nach einer Schätzung von 2019 leben in Winthrop 18.544 Menschen. Die Bevölkerung teilt sich im selben Jahr auf in 92,9 % Weiße, 2,2 % Afroamerikaner, 0,1 % amerikanische Ureinwohner, 1,0 % Asiaten und 2,1 % mit zwei oder mehr Ethnizitäten. Hispanics oder Latinos aller Ethnien machten 9,5 % der Bevölkerung von Winthrop aus. Das mittlere Haushaltseinkommen lag bei 74.069 US-Dollar und die Armutsquote bei 8,8 %.
| Bevölkerungsentwicklung Bei den Daten handelt es sich um Volkszählungsergebnisse. | Bevölkerungsentwicklung Bei den Daten handelt es sich um Volkszählungsergebnisse. | Bevölkerungsentwicklung Bei den Daten handelt es sich um Volkszählungsergebnisse. | Bevölkerungsentwicklung Bei den Daten handelt es sich um Volkszählungsergebnisse. | Bevölkerungsentwicklung Bei den Daten handelt es sich um Volkszählungsergebnisse. | Bevölkerungsentwicklung Bei den Daten handelt es sich um Volkszählungsergebnisse. | Bevölkerungsentwicklung Bei den Daten handelt es sich um Volkszählungsergebnisse. | Bevölkerungsentwicklung Bei den Daten handelt es sich um Volkszählungsergebnisse. | Bevölkerungsentwicklung Bei den Daten handelt es sich um Volkszählungsergebnisse. | Bevölkerungsentwicklung Bei den Daten handelt es sich um Volkszählungsergebnisse. | Bevölkerungsentwicklung Bei den Daten handelt es sich um Volkszählungsergebnisse. | Bevölkerungsentwicklung Bei den Daten handelt es sich um Volkszählungsergebnisse. | Bevölkerungsentwicklung Bei den Daten handelt es sich um Volkszählungsergebnisse. | Bevölkerungsentwicklung Bei den Daten handelt es sich um Volkszählungsergebnisse. |
| --------------------------------------------------------------------------------- | --------------------------------------------------------------------------------- | --------------------------------------------------------------------------------- | --------------------------------------------------------------------------------- | --------------------------------------------------------------------------------- | --------------------------------------------------------------------------------- | --------------------------------------------------------------------------------- | --------------------------------------------------------------------------------- | --------------------------------------------------------------------------------- | --------------------------------------------------------------------------------- | --------------------------------------------------------------------------------- | --------------------------------------------------------------------------------- | --------------------------------------------------------------------------------- | --------------------------------------------------------------------------------- |
| Jahr                                                                              | 1900                                                                              | 1910                                                                              | 1920                                                                              | 1930                                                                              | 1940                                                                              | 1950                                                                              | 1960                                                                              | 1970                                                                              | 1980                                                                              | 1990                                                                              | 2000                                                                              | 2010                                                                              | 2020                                                                              |
| Einwohner                                                                         | 6.058                                                                             | 10.132                                                                            | 15.455                                                                            | 16.852                                                                            | 16.768                                                                            | 19.496                                                                            | 20.303                                                                            | 20.335                                                                            | 19.294                                                                            | 18.127                                                                            | 18.303                                                                            | 17.497                                                                            | 19.316                                                                            |

## Söhne und Töchter der Stadt
- Addrisi Brothers, Popgruppe
- Richard Whorf (1906–1966), Schauspieler, Regisseur, Autor und Filmproduzent
- John Brendan McCormack (1935–2021), römisch-katholischer Bischof von Manchester
- Steven Van Zandt (* 1950), Musiker und Schauspieler
- Mike Eruzione (* 1954), Eishockeyspieler
- Michael Goulian (* 1968), Kunstflugpilot